# خوسيه مانويل لوسادا
خوسيه مانويل لوسادا (بالإنجليزية: José Manuel Losada)‏ (زامورا، 1962) أستاذ ومنظر أدبي متخصص في مجالات نقد الأسطورة والأدب المقارن. نشر في هذه المجالات عدة كتب باللغات الإسبانية والفرنسية والإنجليزية.